# 宇賀志村
宇賀志村（うかしむら）は奈良県北西部、宇陀郡に属していた村。現在の宇陀市菟田野の一部。

## 歴史
- 1889年（明治22年）4月1日 - 町村制の施行により、宇陀郡 稲戸村、駒帰村、佐倉村、宇賀志村、岩端村、上芳野村、下芳野村、入谷村、東郷村が合併し宇賀志村が成立。
- 1956年（昭和31年）8月1日 - 宇太町と合併し、菟田野町が発足。同日宇賀志村消滅。